# Kimminsoperla biloba
Kimminsoperla biloba är en bäcksländeart som beskrevs av Joachim Illies 1975. Kimminsoperla biloba ingår i släktet Kimminsoperla och familjen Notonemouridae. Inga underarter finns listade i Catalogue of Life.